# Rezerwat przyrody Ha-Solelim
Rezerwat przyrody Ha-Solelim – rezerwat przyrody chroniący zespół leśny w rejonie kibucu Ha-Solelim, w północnej części Izraela.

## Położenie
Rezerwat przyrody jest położony na wzgórzach na północno-zachodnim skraju masywu górskiego Hare Nacerat w Dolnej Galilei, na północy Izraela. Wzgórza opadają w kierunku północnym do Doliny Bejt Netofa. W otoczeniu rezerwatu znajdują się kibuce Ha-Solelim i Channaton, moszaw Cippori, oraz wioska komunalna Hosza’aja.

## Rezerwat przyrody
Rezerwat został utworzony w 1994 roku wraz z sąsiednim Parkiem Narodowy Cippori i Rezerwatem przyrody Ja’ar Cippori. Oba rezerwaty przyrody tworzą unikalny ekosystem, będący leśnym korytarzem umożliwiającym wędrówkę zwierząt. Jego przedłużeniem w kierunku południowo-zachodnim jest Rezerwat przyrody Allone Abba. Chronią one rozległy kompleks leśny, który zawiera duży obszar naturalnego lasu. Pozostałe lasy powstały w wyniku działalności Żydowskiego Funduszu Narodowego. Realizację tego projektu rozpoczęto już w latach 30. XX wieku, ale większość prac przeprowadzono po 1948 roku. Rosną tu dęby, terebinty, szarańczyny strąkowe i wiele innych. Z innych roślin występują: babka zwyczajna, wyka, lucerna, roszpunka, szczaw, oraz wiele odmian traw i kwiatów. Na terenach podmokłych wzdłuż strumienia Cippori rosną rośliny wodne. Ze zwierząt można tu spotkać dziki, jeżozwierze, szakale, lisy, kuny, borsuki, łasice i zające. W rezerwacie zaobserwowano 32 gatunki ptaków.

## Turystyka
Teren jest ogólnodostępny, a wśród drzew wytyczono szlaki do pieszych i rowerowych wycieczek. Utworzono także miejsca piknikowe, place zabaw oraz parkingi, które są dostępne także dla niepełnosprawnych przez cały rok. Całość prac sfinansował Żydowski Fundusz Narodowy. Na leśnych polanach w okresie wiosny kwitną liczne kwiaty.